# Назимов, Андрей Станиславович
Андрей Станиславович Назимов (род. 28 ноября 1986, Гвардейское, Днепропетровская область, Украинская ССР, СССР) — российский актёр театра, кино и телевидения, кинорежиссёр, сценарист и продюсер.

## Биография
Андрей Назимов родился 28 ноября 1986 года в военном городке Гвардейское Новомосковского района Днепропетровской области в семье военнослужащего. Отец — Станислав Тарасович Назимов, подполковник, автор-исполнитель военно-патриотических песен, солист группы «Наша». Мать — Наталья Михайловна Назимова, инженер-строитель.
Детство и школьные годы будущий артист провел в Твери. После окончания школы переехал в Москву, поступил на режиссёрский факультет в РАТИ-ГИТИС, в актёрскую группу Мастерской Сергея Женовача. В 2009 году окончил учёбу и был принят в труппу театра «Студия театрального искусства».
В сентябре 2021 года актёр также стал художественным руководителем театрального отделения Международной детско-юношеской филармонии.

## Кино
В 2008 году Андрей дебютировал в кино. Первую большую роль сыграл в фильме «Розыгрыш». Наибольшую популярность актёру принесли кинопроекты: «Воскресенский» (2021), «Напарник» (2017), «Мама Лора» (2017), «Отрыв» (2019). Главные роли артист также исполнил в фильмах «Масакра» (2010), «Калачи» (2011), «Маэстро» (2016). Среди других известных киноработ Андрея — «Обратная сторона Луны» (2012), «Территория» (2014), «Духless — 2» (2015), «Ёлки новые» (2017), «Ёлки последние» (2018), «Подражатель» (2021), «Триггер 2» (2022), «Актрисы» (2023).
В 2020 году Андрей Назимов завершил работу над первой полнометражной лентой как режиссёр, где исполнил главную роль, а также выступил в качестве сценариста и продюсера. Премьера романтической комедии «Играй со мной» состоялась 7 декабря 2020 года на фестивале «Окно в Европу».

## Театр
С 2008 года артист занят в спектаклях Студии театрального искусства. Во время учёбы сыграл в СТИ Петю Ростова в спектакле «Лев Толстой. Сцены», Андрея Титыча в постановке «В чужом пиру похмелье», Виргинского в «Бесах», Мизгиря в «Снегурочке». Участвовал в спектакле «Vypoosknoj».
Сегодня играет в спектаклях: «Битва жизни» (Элфред Хитфилд), «Кира Георгиевна» (Юрочка), «Мастер и Маргарита» (Андрей Фокич Соков, буфетчик театра Варьете), «Записные книжки» (художник), «Москва-Петушки» (Вадя Тихонов), «Мальчики» (Карташов), «Marienbad» (Шеренцис и мадам Шеренцис), «Старуха» (Он).

## Мода
В студенческие годы Андрей Назимов работал в модельном бизнесе. Сотрудничал с Hugo Boss, Armand Basi и другими известными марками. В 2017 году стал производить одежду под своим именем и создал бренд NZMV (NAZIMOV BRAND). Весной 2018 года представил первую мужскую коллекцию и провёл первый модный показ в качестве дизайнера.

## Семья
- Отец — Станислав Тарасович Назимов[1]
- Мать — Наталья Михайловна Назимова
- Сестра — Анна Станиславовна Назимова (03.05.1980 — 27.07.2003, погибла в автокатастрофе)
- Сын — Даниил Андреевич Назимов (2012) с актрисой Марией Ахметзяновой[14]
- Двоюродный дядя — Гоша Куценко[1]

## Признание и награды
За роль Юрочки в спектакле «Кира Георгиевна» Андрей Назимов был награждён театральной премией газеты «Московский комсомолец» за «Лучшую мужскую роль». Артиста также не раз отмечали в прессе профессиональные критики и журналисты популярных изданий, относя его к числу видных представителей своего поколения.

## Фильмография

### Актёрские работы
- 2008 — «Розыгрыш», режиссёр Андрей Кудиненко
- 2008 — «Рыжая», телесериал, режиссёры Виталий Бабенко, Ю. Лейзеров, С. Данелян
- 2009 — «Победный ветер, ясный день», мини-сериал, режиссёр Всеволод Аравин
- 2010 — «Ирония любви» (телесериал), режиссёр Александр Черняев
- 2010 — «Компенсация», режиссёр Вера Сторожева
- 2010 — «Масакра», режиссёр Андрей Кудиненко
- 2010 — «Калачи», режиссёр Нурбек Эген
- 2010 — «Обратная сторона Луны» (телесериал), режиссёр Александр Котт
- 2013 — «Жить дальше», телесериал, режиссёр Нурбен Эген
- 2014 — «Территория», режиссёр Александр Мельник
- 2015 — «Духless 2», режиссёр Роман Прыгунов
- 2015 — «Точка невозврата», режиссёр Екатерина Тардиф
- 2016 — «Маэстро», телесериал, режиссёр Эдуард Парри
- 2016 — «Мама Лора», режиссёр Андрей Силкин
- 2016 — «Машина любви», режиссёр Павел Руминов
- 2017 — «Ёлки новые», режиссёры Ж. Крыжовников, Дмитрий Киселёв, Александр Карпиловский, Алексей Нужный
- 2017 — «Напарник», режиссёр Александр Андрющенко, автор сценария Андрей Золотарёв
- 2017 — «Детки напрокат», режиссёр Таисия Игуменцева
- 2017 — «Ёлки последние», режиссёры Тимур Бекмамбетов, Егор Баранов, Анна Пармас, Александр Котт, Николай Булыгин, Максим Полинский
- 2018 — «Отрыв», режиссёр Тигран Саакян
- 2019 — «На Париж», режиссёр Сергей Саркисов
- 2019 — «Посредник», короткометражка, режиссёр Ярослав Сизов
- 2020 — «Играй со мной», режиссёр Андрей Назимов
- 2021 — «Воскресенский», телесериал, режиссёр Дмитрий Петрунь
- 2021 — «Секстерапия», режиссёр Артём Соловьёв
- 2021 — «Саня, газуй!», телесериал, режиссёр Филипп Абрютин
- 2021 — «Подражатель», телесериал, режиссёр Сергей Комаров
- 2022 — «Триггер 2», телесериал, режиссёр И. Твердохлебов
- 2022 — «Без Мендельсона», телесериал, режиссёр Андрей Силкин
- 2022 — «Саня, газуй! Новый поворот», режиссёр Филипп Абрютин
- 2023 — «Актрисы», телесериал, реж. Фёдор Бондарчук
- 2024 — «Неверные», телесериал, режиссёр Алексей Кузмин-Тарасов

### Режиссёрские работы
- 2020 — «Играй со мной»

### Сценарные работы
- 2020 — «Играй со мной»

### Продюсерские работы
- 2020 — «Играй со мной»